# مرآة مغناطيسية

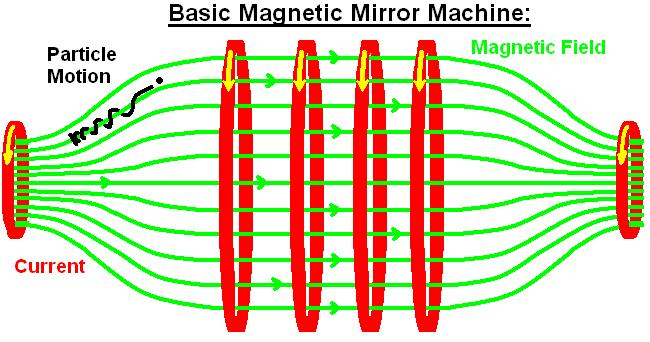
مخطط يظهر مبدأ عمل المرايا المغناطيسية.

المراة المغناطيسية (كما تعرف باسم المصيدة المغناطيسية) عبارة عن جهاز يستخدم في مفاعلات الاندماج النووي من أجل الحصر المغناطيسي للبلازما عند درجات حرارة مرتفعة جداً. تتعرض الجسيمات عند الاقتراب من المرايا المغناطيسية إلى كثافة متزايدة من الحقل المغناطيسي، مما يؤدي إلى ارتدادها وانعكاس اتجاه حركتها، فتبقى الجسيمات محصورة ضمن نطاق مكاني محدد.
ظهر مبدأ المرايا المغناطيسية مع تطور التصميم في مفاعلات الاندماج النووي منذ خمسينات القرن العشرين، وظهرت عدة تصاميم، إلا أن النتائج النهائية لم تخلو من العيوب التقنية؛ ثم تحول الاهتمام إلى تطوير مفاعلات توكاماك. رغم ذلك لا تزال بعض الأبحاث المتفرقة تسعى إلى تطوير نماذج أفضل.